# Барадеро
Сантьяго-дель-Барадеро (исп. Santiago del Baradero), коротко называемый Барадеро (исп. Baradero) — город в Аргентине в провинции Буэнос-Айрес. Административный центр муниципалитета Барадеро.

## История
Город происходит от созданной в 1615 году по приказу губернатора Эрнандо Ариаса де Сааведры в месте впадения реки Арресифес в реку Парана индейской редукции (резервации для христианизации индейцев). Так как она получила название Сантьяго, то и днём основания стал считаться День Святого Иакова — 25 июля, хотя никаких документальных подтверждений этому нет. В 1784 году в этой местности был образован муниципалитет — один из первых муниципалитетов в провинции Буэнос-Айрес.